# K-Ville
K-Ville (kurz für Katrinaville)  ist eine US-amerikanische Fernsehserie aus dem Jahr 2007. Sie wurde aufgrund des Autorenstreiks im selbigen Jahr, nach nur einer 11 Folgen umfassenden Staffel, eingestellt. Im deutschsprachigen Raum war die Serie ab 11. April 2008 beim Bezahlsender Premiere Serie zu sehen.

## Inhalt
Die Serie widmet sich der Polizeiarbeit in New Orleans nach den Auswirkungen von Hurrikan Katrina.

## Besetzung und Synchronisation
Die deutschsprachige Synchronisation der Serie erfolgte bei der Arena Synchron GmbH, Berlin unter Dialogbuch von Oliver Feld und Eva Schaaf, wie auch unter Dialogregie von Feld.
| Rolle                    | Darsteller            | Deutscher Sprecher |
| ------------------------ | --------------------- | ------------------ |
| Marlin Boulet            | Anthony Anderson      | Michael Iwannek    |
| Trevor Cobb              | Cole Hauser           | Oliver Feld        |
| Ginger „Love Tap“ LeBeau | Tawny Cypress         | Tanja Geke         |
| Jeff „Glue Boy“ Gooden   | Blake Shields         | Tommy Morgenstern  |
| Capt. James Embry        | John Carroll Lynch    | Jörg Hengstler     |
| Elise Neal               | Ayana Boulet          | Melanie Hinze      |
| Billy Faust              | Maximiliano Hernández |                    |